# Andrea Meneghin (Basketballspieler)
Andrea Meneghin (* 20. Februar 1974 in Varese) ist ein ehemaliger italienischer Basketballspieler.

## Werdegang
Der Sohn von Dino Meneghin gab während der Saison 1990/91 seinen Einstand in der Serie A, am 14. Oktober 1990 traf er mit Varese im Spiel gegen Trieste auf seinen Vater. Von 1992 bis 1994 war Andrea Meneghin mit der Mannschaft in der zweithöchsten Spielklasse Italiens vertreten, dann wiederum in der Serie A. Im Spieljahr 1998/99, als er mit Varese italienischer Meister wurde, brachte er es auf einen Schnitt von 11,7 Punkten je Begegnung. 2000 wechselte er zu Fortitudo Bologna. Dort blieb er zwei Jahre und kehrte anschließend nach Varese zurück. 
Mit Italiens Nationalmannschaft wurde Meneghin 1999 Europameister, im Turnierverlauf erzielte er im Mittel 11,2 Punkte je Begegnung, zum Endspielsieg gegen Spanien trug er zwei Punkte bei. Weitere wichtige Turnierteilnahmen mit der italienischen Auswahl waren die Olympischen Sommerspiele 2000, die Weltmeisterschaft 1998 sowie die Europameisterschaft 2001.
Im Anschluss an seine Spielerlaufbahn wurde er 2007 Assistenztrainer in Varese, war danach bis 2018 im Jugendbereich des Vereins als Trainer tätig. Bei Fernsehübertragungen tritt Meneghin als Kommentator von Basketballspielen auf.

## Erfolge
- Europameister 1999
- Italienischer Meister 1999
- Italienischer Supercupsieger 1999